# Züblin

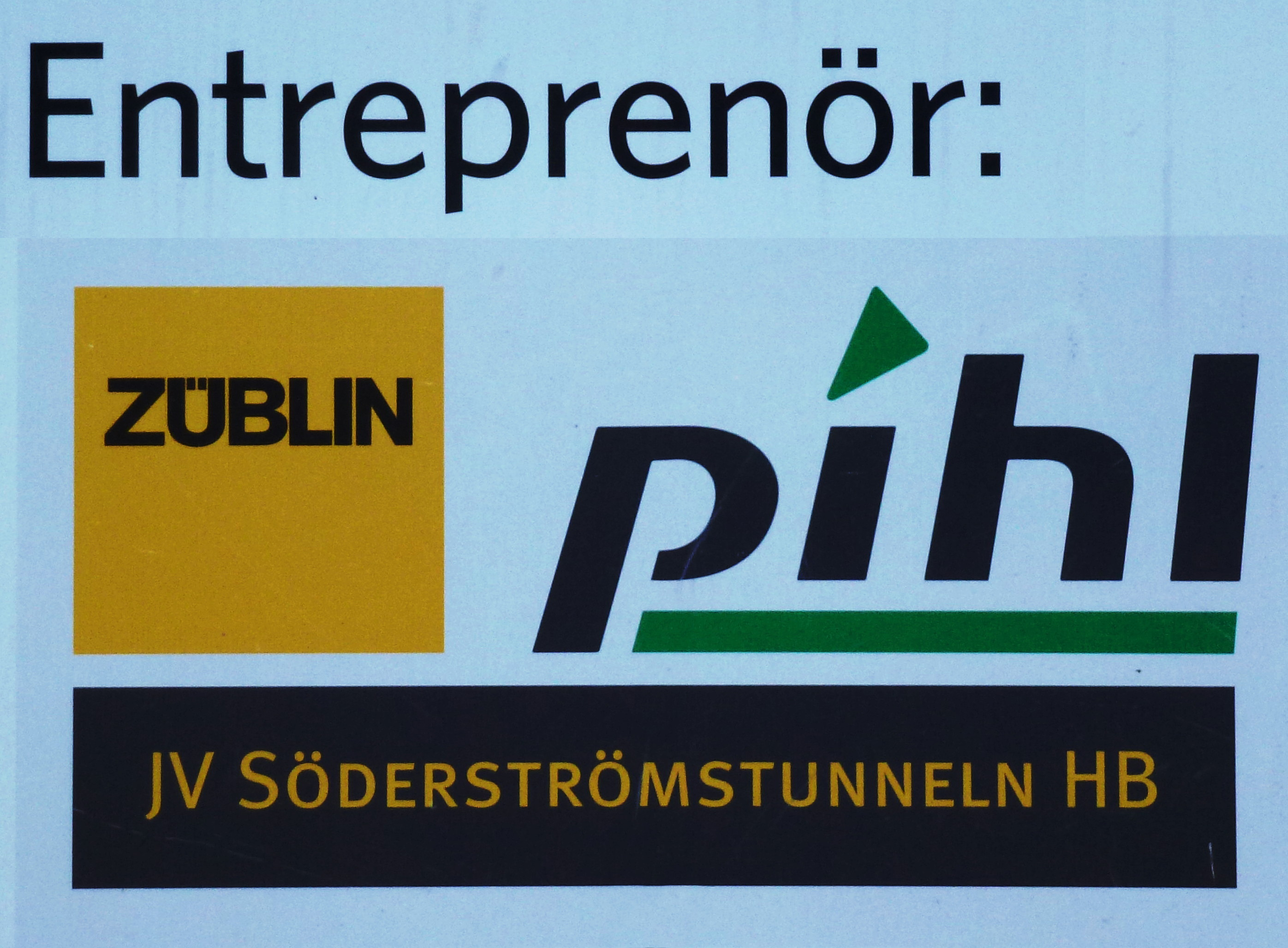
Züblin i samarbete med Pihl, för Söderströmstunneln, Stockholm

Züblin (officiellt Ed. Züblin AG) är en ledande tysk multinationell byggnadsentreprenör. Företaget är ett aktiebolag med huvudkontor i Züblin-Haus i Stuttgart. Züblin ägs av österrikiska Strabag, som tog över Züblin år 2006. Züblin är involverat i en lång rad nationella och internationella byggprojekt och har en egen rör- och prefabfabrik. År 2011 var Züblins omsättning 2 714 miljoner Euro och koncernen hade över 13 000 medarbetare runtom i världen.

## Historik

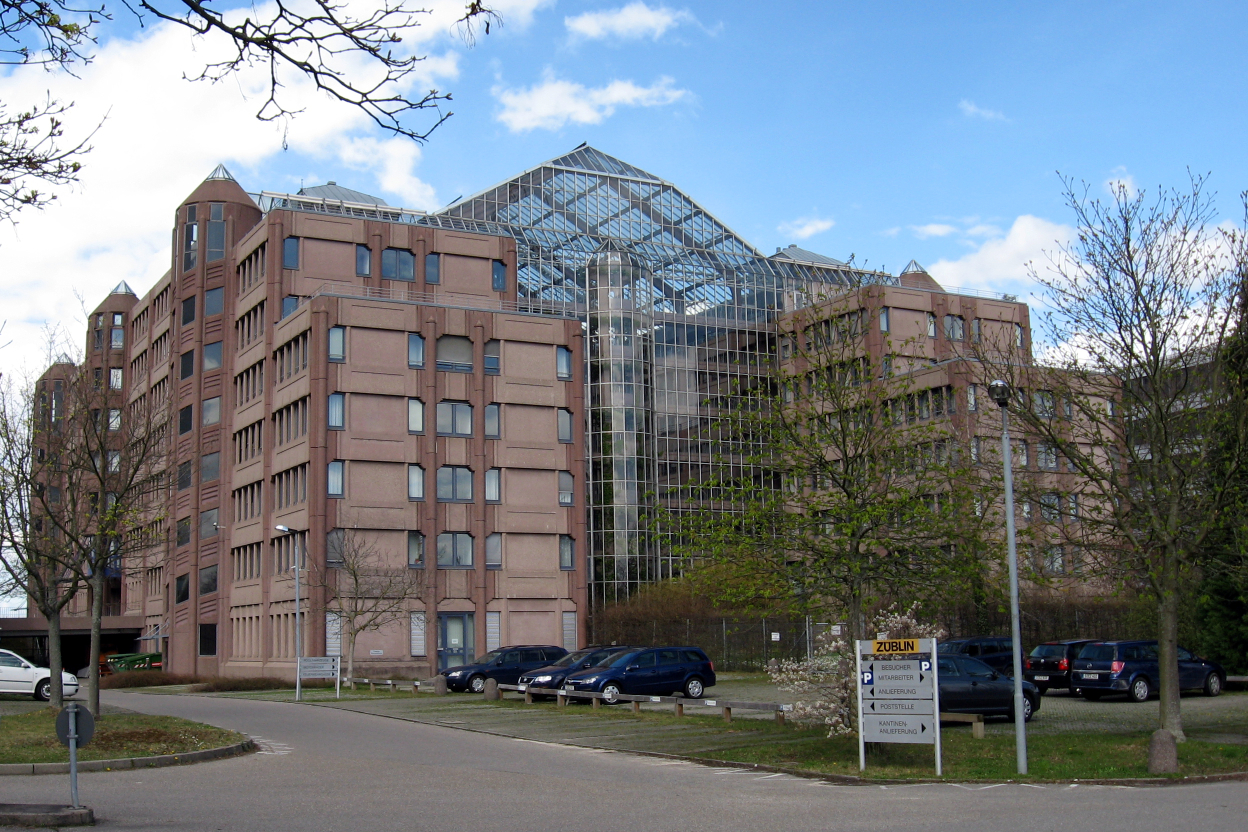
Züblin-Haus i Stuttgart

Företaget grundades 1898 av den schweiziske ingenjören Eduard Züblin i Strasbourg (då benämnt Strassburg). 1899 fick firman sitt första utlandsuppdrag, en tygfabrik i närheten av Riga. 1902 stod Züblin för grundläggningen av Hamburgs centralstation genom pålning av  800 betongpålar.  Vid början av första världskriget hade företaget filialer i bland annat Basel, Bryssel, Milano och Paris. År 1919 bildades aktiebolaget Ed. Züblin & Cie. Aktiengesellschaft.
På 1930-talet uppförde Züblin en rad broar för olika Autobahnsträckor och var delaktig i byggandet av Volkswagenwerket i Wolfsburg. 1938 var Züblin ett av flera tyska byggföretag som deltog i byggandet av den så kallade Siegfriedlinjen, Tysklands försvarsanläggning längs sin västgräns, ”Westwall”.  Företaget bedrev även olika entreprenadprojekt under andra världskriget. Som en del av Organisation Todt använde Züblin även tvångsarbete vid utbyggnaden av Frankfurts flygplats 1944.1991 har Züblin deltagit i ersättningsfonden för nazistiska tvångsarbetare.

## Nyare historik
Efter andra världskriget dominerades verksamheten till en början av uppdrag för Tysklands återuppbyggnad. 1951 bildades nuvarande firma med namn Ed. Züblin AG, förkortat Züblin.  Under 1960-talet fick utlandsuppdrag  allt större betydelse. Züblin anlade bland annat hamnanläggningar, dammar, kraftverk och broar. Efter Tysklands återförening deltog Züblin i uppbyggnaden av en ny infrastruktur i de nya tyska delstaterna. Samtidigt etablerades nya filialer i bland annat Dresden, Leipzig, Rostock och Wismar.
Züblin specialiserade sig även på tunnelbyggen, bland annat för tunnelbaneprojekt i Köln, Hamburg, Amsterdam och Rotterdam. I Stockholm har Züblin  Citybanan utfört arbetena med  för närvarande i arbetena för med bland annat Söderströmstunneln, Södermalmstunneln och Älvsjöbågen där företaget samarbetat med danska Pihl. Arbetena vid Trafikplats Akalla pågår under 2020. Arbetet med att spränga Akalla bergtunnel blev klart den 29 juni 2021.

## Bilder, byggplatser i urval

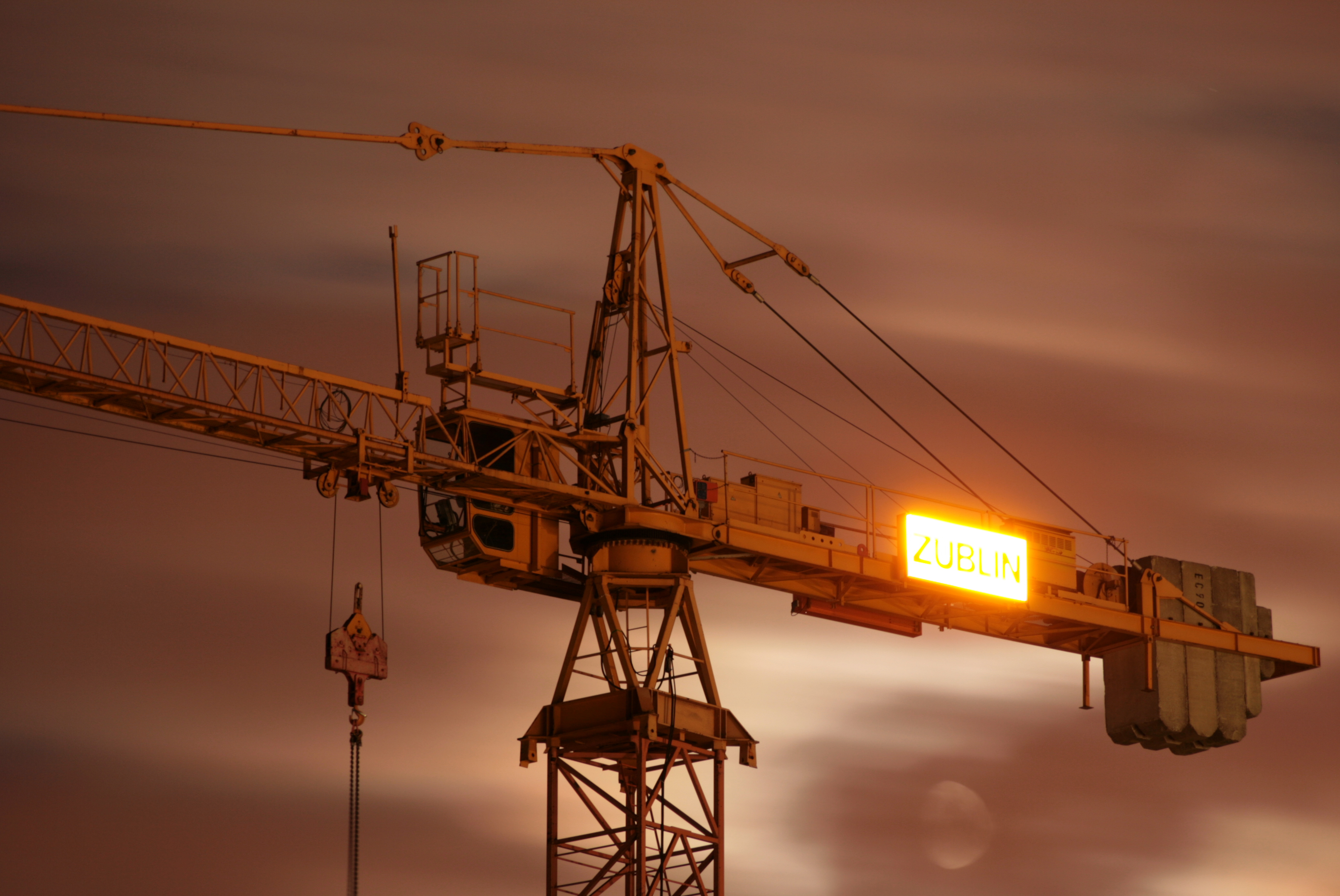
Züblin-kran i Hamburg
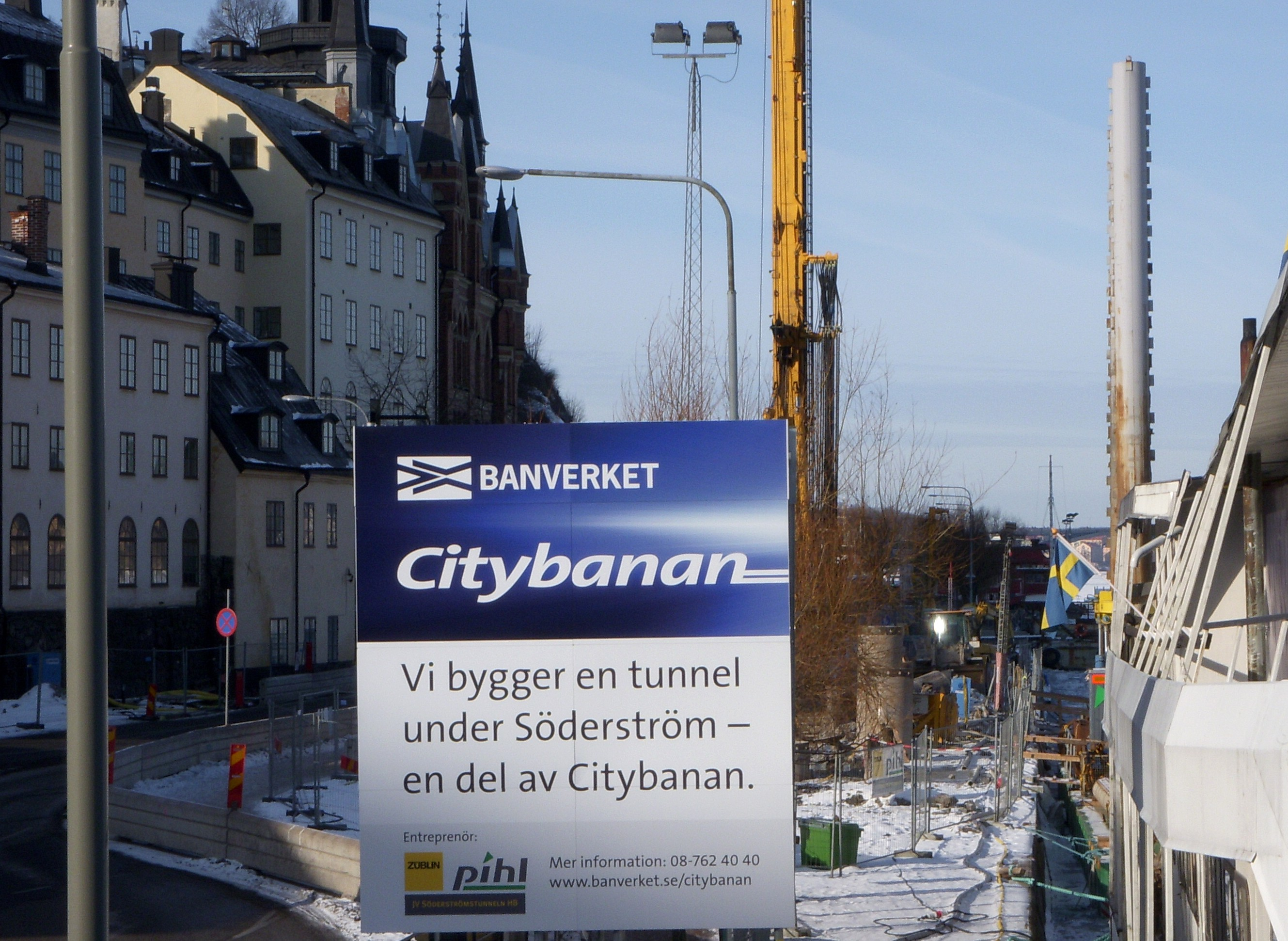
Byggplats Citybanan i Stockholm
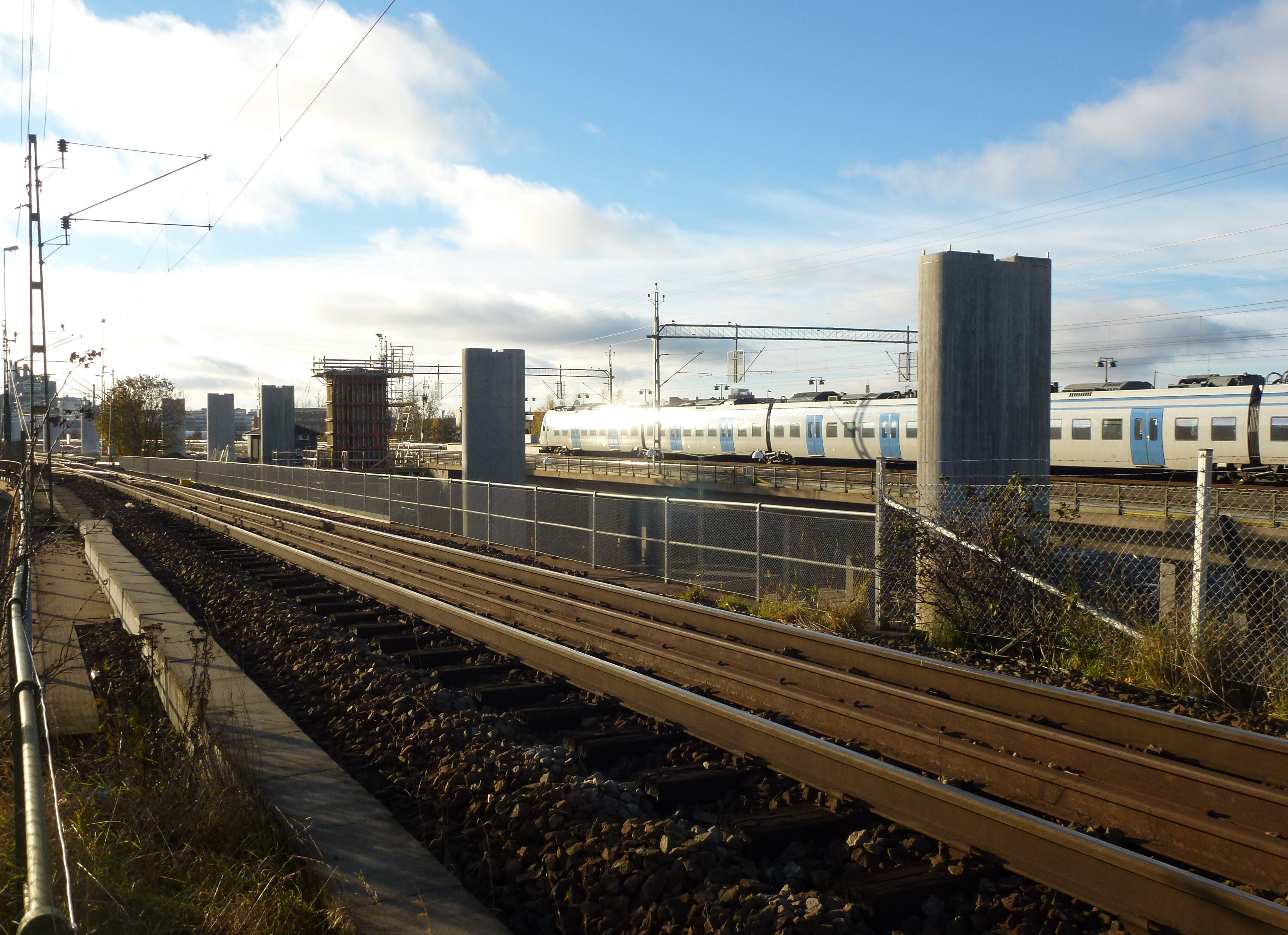
Byggplats Älvsjöbågen, södra Stockholm
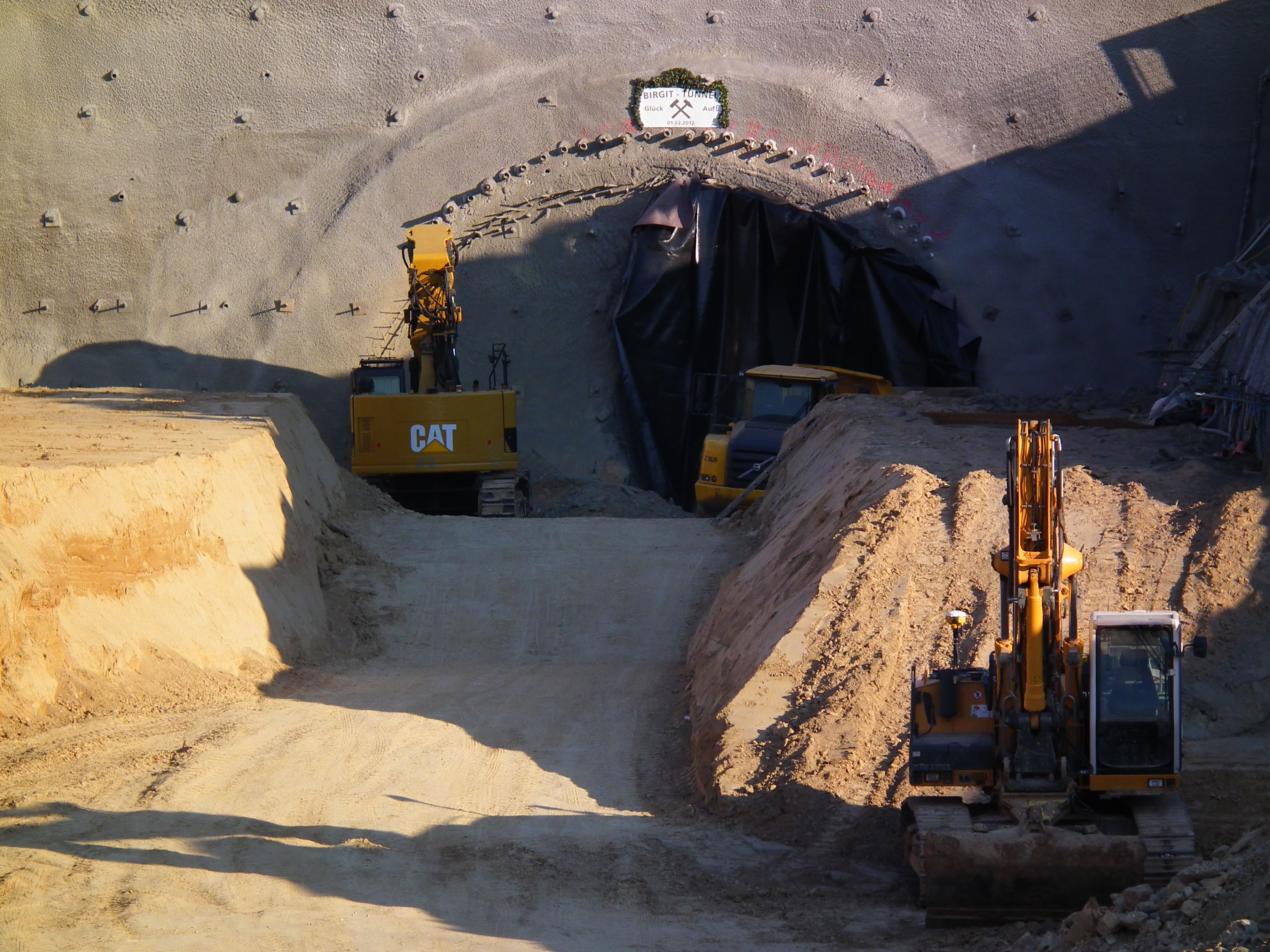
Byggplats Branichtunnel, Rhein-Neckar-Kreis, Tyskland

## Genomförda nyare projekt i urval
- Moseldalsbron utanför Koblenz i Rheinland-Pfalz (1972)
- Mercedes-Benz-Museum, Stuttgart (2006)
- Opernturm, Frankfurt am Main (2010)
- Rhein-Galerie, Ludwigshafen (2010)
- The Squaire, Frankfurt am Main (2011)